# Molophilus oppositus
Molophilus oppositus là một loài ruồi trong họ Limoniidae. Chúng phân bố ở miền Australasia.